# Euphorbia palustris
L'euforbia palustre o euforbia lattaiola (Euphorbia palustris L.) è una pianta appartenente alla famiglia delle Euforbiacee.

## Descrizione

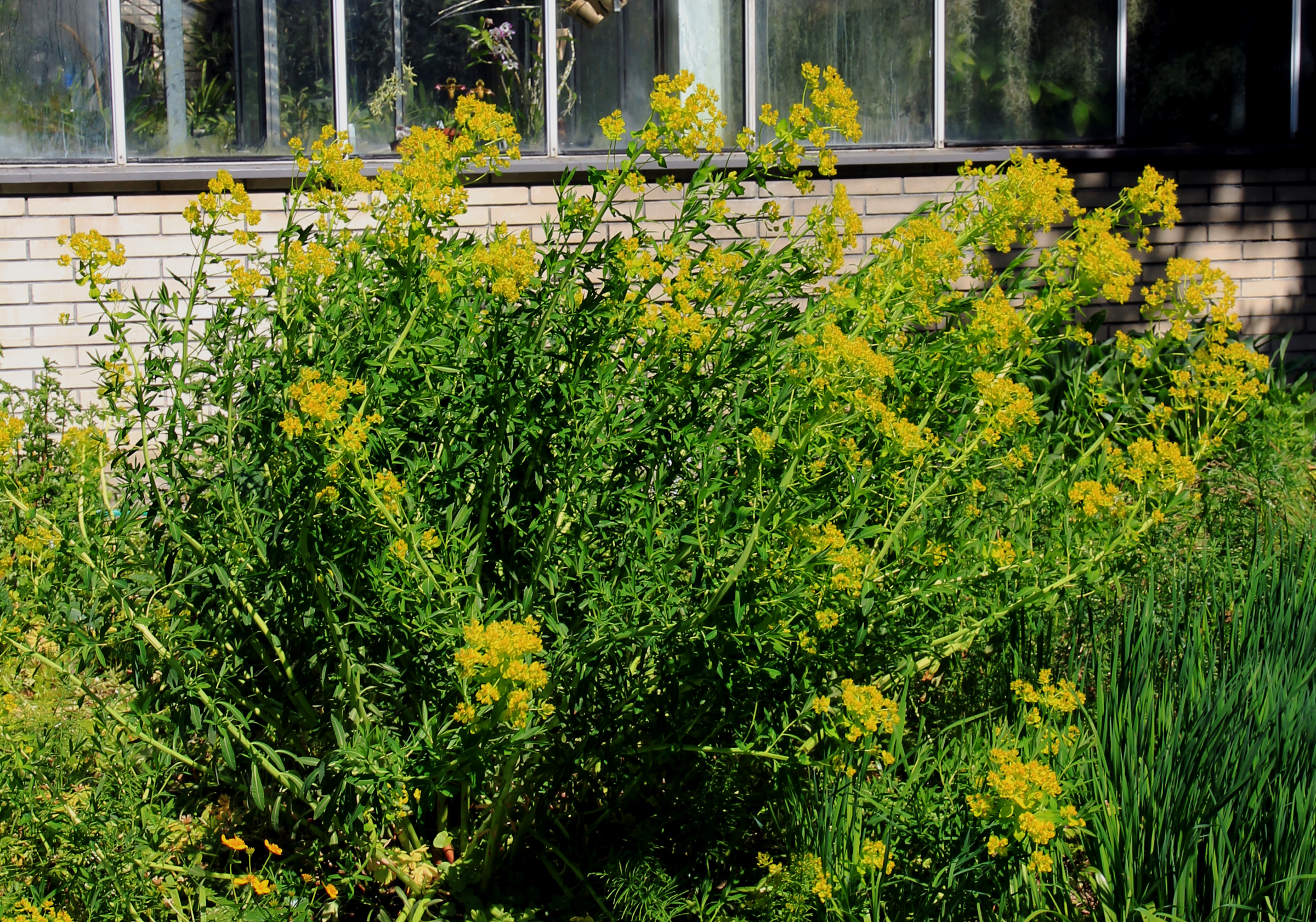
Pianta fotografata nell'orto botanico dell'Università Carolina (Praga, Repubblica Ceca)

Si tratta di una pianta erbacea perenne, glabra, robusta e dalla base legnosa, che genera un fusto fistuloso e finemente striato, con molti rami sterili alla base e ai lati; di colore verde-glauco, può raggiungere l'altezza di un metro ed è dotata di un rizoma legnoso e nerastro. Le foglie sono sessili e alternate, di forma lanceolata od oblanceolata; sono numerose sui rami sterili, dove sono più strette e appuntite.
L'antesi è da aprile a giugno. I fiori sono unisessuali: l'infiorescenza che formano, detta "ciazio", che nel complesso ha l'aspetto di un fiore ermafrodita, in cui un fiore femminile, peduncolato e costituito da un ovario supero globoso tricarpellare con stilo diviso in 3 branche bifide, è contenuto in un involucro e circondato da fiori maschili aclamidati, ognuno composto da uno stame e da ghiandole nettarifere ellittiche prima gialle e poi rossastre. Le infiorescenze sono disposte a ombrelle da 5-8 raggi, sottesi da bratteole giallastre ovali e libere. Il frutto si sviluppa come una  capsula tricocca subglobosa dal diametro di 5–7 mm; è ricoperto da brevi verruche cilindriche disomogenee, ognuna recante un seme; questi ultimi sono lisci e lucidi, grandi circa 3x3,5 mm, e una volta maturi raggiungono un colore bruno castano.

## Distribuzione e habitat
Predilige ambienti umidi, e si può trovare sulle sponde di paludi, laghi e corsi d'acqua dolce, oltre che in prati umidi; cresce fino a un'altitudine di 400 mslm. La specie è diffusa dalla Scandinavia meridionale sino alla Spagna, e si espande ad est fino alla Siberia e al Caucaso occidentali; la distruzione del suo habitat l'ha resa però piuttosto rara: in Italia è attestata in Lombardia, Veneto, Friuli-Venezia Giulia, Emilia-Romagna, Toscana, Lazio, Abruzzo, Molise nonché, forse, in Piemonte e Puglia; è invece scomparsa dal Trentino-Alto Adige, dalle Marche e dalla Campania.

## Utilizzo
Analogamente alle specie congeneri, l'euforbia palustre produce un lattice biancastro e acre, formato da saponosidi triterpenoidici, che può essere ricavato spezzando i rami; storicamente, questa sostanza è stata impiegata nella medicina popolare per molteplici scopi (atrofizzare calli e verruche, curare piaghe, eczemi e psoriasi, come purgante); il suo uso è però sconsigliato dalla farmacopea, poiché è irritante per pelle e mucose e, se ingerito, può causare avvelenamento anche con gravi conseguenze, con sintomi quali bruciore del cavo orale, vomito, coliche, diarrea, midriasi, vertigini e delirio.